# Martin Vaculík (Rennfahrer)

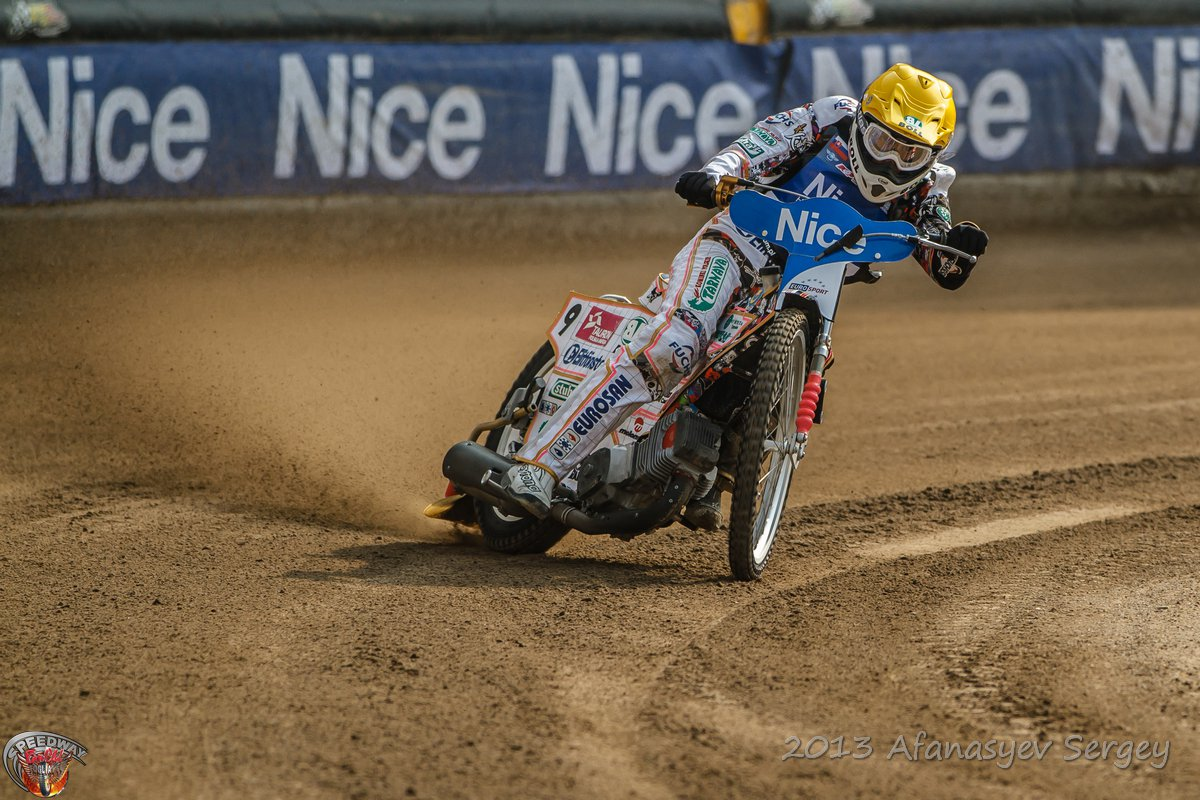
Martin Vaculik (2013)

Martin Vaculík (* 5. April 1990) ist ein slowakischer Speedway-Rennfahrer und Europameister 2013. Außerdem nahm er in den Jahren 2012 und 2013 am Speedway-WM Grand Prix teil. In der polnischen Speedway-Extraprofiliga fuhr er im Jahr 2009 für Lotos Gdańsk und im Jahr 2013 für Tauron Tarnów. In der U21-Speedway-WM war ein 5. Platz im Jahr 2008 sein bestes Ergebnis. In der U19-EM im Jahr 2009 erreichte Vaculik den 3. Platz.

## Erfolge

### Einzel
- 2013: Speedway-Europameister
- 2008: Speedway-U21 WM, 5. Platz
- 2009: Speedway-U19 EM, 3. Platz
- 2012: Speedway-WM Grand Prix, 67 Punkte 11. Platz
- 2013: Speedway-WM Grand Prix, 62 Punkte 14. Platz

### Teams
- 2009: Polnische Liga, Lotos Gdańsk
- 2013: Tauron Tarnów